# اوبر-اولم
اوبر-اولم (به آلمانی: Ober-Olm) یک شهر در آلمان است که در ماینتس-بینگن واقع شده‌است. اوبر-اولم  ۴٬۲۸۵ نفر جمعیت دارد.